# Marisa Carreras
Marisa Carreras (Buenos Aires, Argentina, 15 de junio de 1962) es una actriz de cine, teatro y televisión, productora y directora argentina.

## Carrera
Criada en el seno de una familia de artistas, su madre es la primera actriz Mercedes Carreras y su padre fue el director Enrique Carreras, sus dos hermanas, María Carreras y Victoria Carreras, incursionaron en la actuación, también tiene un hermano llamado Enrique Carreras Jr. . Su abuela fue la eximia actriz española María Luisa Santés, sus tíos Nicolás Carreras y Luis Carreras. Estudió en el colegio Santa Rosa en Buenos Aires. Su bisabuela fue la primera actriz teatral María Diez.
En cine debutó con la película Ritmo nuevo, vieja ola en 1964 encabezada por Mercedes Carreras y Ángel Magaña. Se hizo mayormente conocida por sus roles de reparto en películas protagonizadas por Alberto Olmedo y Jorge Porcel como Los extraterrestres (1983), Sálvese quien pueda (1984) y El profesor punk(1988). También actuó en ¡Ésto es alegría!, Los chicos crecen , La mamá de la novia con Libertad Lamarque y Delito de corrupción, entre otras.
En televisión trabajó tiras como Juana rebelde, Bianca,  Mesa de noticias, Rebelde, Juan sin nombre y Cebollitas donde hacía de "Laura", la hija de Juanita Martínez. También actuó en teleteatros como El teatro de Mercedes Carreras, El ciclo de Guillermo Bredeston y Nora Cárpena, Como en el teatro y  Los especiales de ATC.
En teatro se desempeñó como productora ejecutiva de las obras Solo Tango - El Show, El té de los ángelitos y como productora de Nadie plancha como yo.

## Filmografía
- 1991: Delito de corrupción
- 1988: El profesor punk
- 1984: Sálvese quien pueda
- 1983: Los extraterrestres
- 1981: Ritmo, amor y primavera
- 1978: La mamá de la novia
- 1974: Los chicos crecen
- 1967: ¡Ésto es alegría!
- 1964: Ritmo nuevo, vieja ola

## Televisión
Como actriz:
- 1997: Cebollitas
- 1990: Amándote II
- 1989: Rebelde
- 1986: Mesa de noticias
- 1984: El circo de los chicos
- 1982: Como en el teatro
- 1982: Juan sin nombre
- 1982: La comedia del domingo
- 1981: El ciclo de Guillermo Bredeston y Nora Cárpena
- 1981: El teatro de Mercedes Carreras
- 1980/1981: Los especiales de ATC
- 1980: Bianca
- 1978: Juana rebelde

Como productora:
- Saber elegir
- Compartiendo experiencia

## Teatro
Como actriz
- Sardinas ahumadasde Jean-Claude Damaud, junto a Victoria Carreras.[6]
- Veni a soñar
- Una dos y tren
- Un cuento con alas
- Hansel y Gretel
- Margaritas
- Expedición paraíso
- El gato con botas no se rinde

Como directora:
- Aladina
- El bardo veni a soñar
- El té de los angelitos

Como productora ejecutiva:
- Rojo tango
- Solo Tango - El Show
- El té de los ángelitos
- Café de los Angelitos más de cien años de Historia Porteña

Como productora:
- Nadie plancha como yo.
- Sardinas ahumadas
- La noche de la basura

Como autora:
- Una dos y tren
- Veni a soñar
- Un cuento con alas
- Té para dos historias de Amor
- Secretos de Varieté

## Biografía
- Mesa, Juan Carlos (2015). Mesamorfosis: Memorias de un artesano del humor. Buenos Aires, Libros del zorzal. ISBN 978-987-599-426-3.

- Datos: Q28065342